# Vollnkirchen
Vollnkirchen ist der kleinste Ortsteil der Gemeinde Hüttenberg im mittelhessischen Lahn-Dill-Kreis.

## Geographische Lage
Der Ort liegt von Wald umgeben in einem Wiesental am nordöstlichen Rand des Naturparks Taunus südlich von Wetzlar. Durch den Ort fließt der Vollnkirchener Bach, auch Geschwindbach genannt.

## Geschichte

### Die Anfänge
Der mündlichen Überlieferung zufolge soll sich hier um das Jahr 1000 ein Bauer namens Fol(l)enius mit seiner Familie und Gesinde niedergelassen und die ersten Häuser erbaut haben. Nachdem die Siedlung um weitere Häuser angewachsen war, errichtete der Bauer auch eine Kirche und das Dorf wurde nach seinem Gründer „Fol(l)eniuskirchen“ genannt. Aus Foleniuskirchen wurde Follenkirchen und später Vollnkirchen. Die Legende um den Bauer Folenius geht auf einen Eintrag in Friedrich Kilian Abichts Buch „Der Kreis Wetzlar-historisch, statistisch, topographisch“ zurück. Abicht schreibt, dass in einem Dekanatsverzeichnis von Wetzlar aus dem 10. Jahrhundert der Ort Follenkirchen erwähnt wird und zitiert dazu ein Buch von F. W. Freiherr von Ulmenstein. Näheres zur Gründungszeit oder seinem Gründer ist aber auch dort nicht zu finden.
Die älteste bekannte urkundliche Erwähnung von Vollnkirchen findet sich in einer Urkunde des Klosters Seligenstatt im Westerwald (Gemeinde Seck, Verbandsgemeinde Rennerod) und stammt vom 12. September 1276. Hierin werden Pfründen in Höhe von zwei Maltern Getreide genannt, die jährlich aus Volkinkirgin an das Kloster zu liefern sind. Wann genau der Ort gegründet und eine Kirche erbaut wurde, lässt sich nicht nachvollziehen. Die älteste Urkunde, in der die Kirche als Bauwerk explizit erwähnt wird, stammt aus dem Jahre 1373 und steht im Zusammenhang mit Schenkungen an das Marienstift in Wetzlar. Ein alter Taufstein weist darauf hin, dass hier im 12. Jahrhundert eine Kirche gestanden haben muss. Aufgrund der für die Stauferzeit typischen Ornamente konnte die Entstehungszeit des Taufsteins auf die Jahre 1170 bis 1180 datiert werden. Das Taufbecken stand jahrelang am Treppenaufgang zum Kirchhof und wurde 2017 wieder in der Kirche aufgestellt.

### Auswanderer
Von der großen Auswanderungswelle in der zweiten Hälfte des 19. Jahrhunderts blieb auch Vollnkirchen nicht verschont. Eine Vielzahl von Bürgern folgte dem Ruf und den Verlockungen der Neuen Welt. Für viele mag der mittlere Westen, insbesondere die Großstädte an den Großen Seen, zu einer neuen Heimat geworden sein. Erwähnt sei das Schicksal des 1862 in Vollnkirchen geborenen Peter Ludwig, der 1878 im Alter von 16 Jahren nach Amerika auswanderte und ohne jegliche Sprachkenntnisse, wie damals wohl allgemein üblich, zunächst als Holzhacker sein Brot in Amerika verdienen musste. Später als Lieferant von Käse und Milchprodukten brachte er es bis zum Molkereibesitzer im New Yorker Stadtteil Brooklyn.

### Krieg und Vertreibung
Zwei Weltkriege forderten auch von den Vollnkirchnern erhebliche Opfer und bilden eines der dunkelsten Kapitel unserer Vergangenheit. Etliche junge Menschen und Familienväter mussten ihr Leben für Kaiser, Reich und Vaterland geben.
Vielen älteren Dorfbewohnern ist noch der Schrecken des Bombennachmittags vom 22. September 1944 in Erinnerung, als Alliierte Bomberverbände einen Teil des Dorfes in ein Trümmerfeld verwandelten. Zehn Scheunen und zwei Wohnhäuser auf der östlichen Seite der Hauptstraße fielen dem Angriff zum Opfer. Über die Gründe gibt es unterschiedliche Mutmaßungen. Die meisten vermuten, dass sich die Flieger auf dem Rückweg von einem Angriff befanden und sich ihrer Bombenlast entledigten. Andere verweisen auf die Munitionsfabrik in Oberkleen oder Soldaten, die sich im nahegelegenen Wald versteckten. Die damals 11-jährige Margot Vogt berichtet „Wir waren oben auf dem Acker und sahen die Flugzeuge kommen. Sie warfen erst eine rauchende Markierung und dann hörten wir etwas wie ein Rauschen“. Etwa zehn Flugzeuge flogen in ost-westlicher Richtung über das Dorf und als sie wieder verschwunden waren, stand das Dorf in Flammen. Auf Vollnkirchen waren Phosphorbomben gefallen. Die Bewohner, die während der Feldarbeit am Waldrand oder in Gräben Schutz gesucht hatten, rannten ins Dorf und versuchten zu retten was zu retten war. Eile war geboten, die Flammen griffen schnell von den Scheunen, in denen die Ernte schon eingebracht war, auf die Fachwerkhäuser über. Alles, was den Bewohnern wichtig war, wurde in Panik auf die Straße geworfen, um es vor den Flammen zu retten. „Es war ein großes Durcheinander. Bettzeug lag auf der Straße und auch Möbel“ erinnert sich Margot Vogt. Das in den Ställen angebundene Vieh musste hinausgetrieben und auf höher gelegenen Feldern in Sicherheit gebracht werden. Das Wasser aus dem Löschwasserteich war schnell aufgebraucht und erst die zu Hilfe kommenden Feuerwehren aus Wetzlar und Dutenhofen brachten das Feuer unter Kontrolle. Was folgte, war eine beispiellose Welle der Hilfsbereitschaft. Aus Nachbargemeinden erhielten die Betroffenen Futter für die Tiere, Brennholz und die Schäden an den Gebäuden wurden in Nachbarschaftshilfe ausgebessert.
Am 12. Mai 1944 wurde eine auf Abfangjagd befindliche Focke-Wulf des Jagdgeschwaders 1 beschossen und stürzte in einem Waldstück westlich des Ortes ab. Der Pilot, Unteroffizier Gerhard Neukötter, wurde beim Fallschirmabsturz getötet und von Dorfbewohnern in einem Waldstück östlich des Ortes („Buchwald“) gefunden.
Im Jahr 1946 kamen 43 Heimatvertriebene, meist aus dem Sudetenland und Egerland, ins Dorf. Dies stellte die Gemeinschaft auf eine harte Probe, da die meisten Dorfbewohner selbst lange entbehrungsreiche Jahre hinter sich hatten und nicht viel zum Leben blieb. Werner Röhrich, damals 15 Jahre alt, erinnerte sich, dass sein Vater recht spät auf dem Dorfplatz ankam, als der Laster mit den Vertriebenen eintraf und die meisten Flüchtlinge dann schon zugeteilt waren. Nur ein Mann brauchte noch eine Unterkunft. Dieser Mann hieß Grenzer und trug bei seiner Ankunft sechs Hüte übereinander auf seinem Kopf. Er wurde von der siebenköpfigen Familie aufgenommen und bekam ein kleines Zimmer. Später baute Herr Grenzer aus dem alten Spritzenhaus (es befand sich hinter dem alten Backhaus, gegenüber der heutigen Bushaltestelle) einen Stall, in welchem er ein Schwein und Gänse hielt. Als er später in Rechtenbach baute, wanderte er jeden Tag mit den Gänseküken im Rucksack und der frei mitlaufenden Gans zur Baustelle und am Abend wieder zurück. Die Flüchtlinge bekamen Äcker oder Gärten zugeteilt, wo sie Essen für sich anbauen konnten. Als Dünger sammelten sie dazu den Kot von Kühen von der Straße auf.
Die Spuren vieler Flüchtlinge sind bis heute verloren gegangen, viele sind aus Vollnkirchen weggezogen. Einige blieben auch sesshaft und haben sich hier eine neue Heimat geschaffen.

### Verwaltungsgeschichte
Im Westerburgischen Urbar von 1370 wird Vollnkirchen zu den Orten des Hüttenbergs, einem eigenständigen Verwaltungs- und Gerichtsbezirks gerechnet. Vollnkirchen wurde im 15. Jahrhundert mit allen hohen und niederen Gerichten belehnt und schied damit praktisch aus dem Verband des Hüttenberg aus und wurde ein völlig selbstständiger Gerichtsbezirk in den Grenzen des Hüttenbergs. Lehnsherren waren die in Cleeberg ansässigen Herren von Schwalbach. Die Lehnshoheit lag weiterhin bei den Hüttenberger Herren und die Untertanen fühlten sich nach wie vor im Verband des Hüttenbergs und achteten streng darauf, dass sie in Obrigkeiten, Herrlichkeiten, Privilegien und Freiheiten und Diensten wie die Hüttenberger gehalten wurden.
1585 wurden im Hüttenberger Teilungsvertrag die Dörfer des Hüttenbergs zwischen dem Landgraf von Hessen und dem Grafen zu Grafschaft Nassau-Weilburg aufgeteilt. Vollnkirchen blieb unter gemeinsamer Verwaltung von Hessen und Nassau. Erst nach dem zweiten Teilungsvertrag von 1703 kam Vollnkirchen ganz unter nassauische Verwaltung und wurde dem Amt Atzbach zugeordnet.
1815 trat das Grafschaft Nassau-Weilburg in Tauschverträgen seine Hüttenberger Gebiete an das Königreich Preußen ab. Der Hüttenberg wurde 1816 in den neu gegründeten Kreis Wetzlar und mit diesem in die preußische Rheinprovinz eingegliedert. Innerhalb der preußischen Landkreise bildeten jeweils mehrere Gemeinden einen besonderen staatlichen Verwaltungsbezirk, die sog. „Landbürgermeisterei“, ab 1927 „Amt“ genannt. Vollnkirchen wurde am 19. Oktober 1816 zum königlich preußischen „Bürgermeisteramt Rechtenbach“ mit Amtssitz in Volpertshausen zugeordnet. 1875 wurde das Amt Rechtenbach mit dem Amt Niederkleen vereinigt und der Amtssitz nach Rechtenbach verlegt. Dieser Amtsbürgermeisterei gehörten 14 Dörfer an und die Verwaltung bestand aus dem von Preußen eingesetzten Bürgermeister und einem Ortsvorsteher aus jedem Dorf.
1932 führte Preußen eine Neuordnung seiner Gebietsgliederung durch. Dabei löste man den Kreis Wetzlar aus der Rheinprovinz heraus und gliederte ihn in den Regierungsbezirk Wiesbaden in der Provinz Hessen-Nassau ein. Die zentralen Bürgermeisterämter wurden aufgehoben, lediglich die Abrechnungen erfolgten weiter durch die Gemeindezweckverbandskasse, der alle Dörfer des ehemaligen Bürgermeisteramtes angehörten. Auch die Standesämter behielten ihren zentralen Status. Jedes Dorf erhielt zum 1. April 1934 statt des bisherigen Ortsvorstehers nun einen eigenen nebenamtlichen Bürgermeister.
Zum 31. Dezember 1971 fusionierten die bis dahin selbständigen Gemeinden Vollnkirchen, Rechtenbach und Weidenhausen im Zuge der Gebietsreform in Hessen freiwillig zur neuen Gemeinde Schwingbach. Diese wurde am 1. Januar 1977 kraft Landesgesetz in die neu geschaffene Großgemeinde Hüttenberg eingemeindet. Für Vollnkirchen wurde wie für die anderen Ortsteile von Hüttenberg ein Ortsbezirk gebildet.
Verwaltungsgeschichte im Überblick
Die folgende Liste zeigt die Staaten und Verwaltungseinheiten, denen Vollnkirchen angehört(e):
- ab 14. Jahrhundert: Heiliges Römisches Reich, Amt Hüttenberg (Kondominium: Grafschaft Nassau und Landgrafschaft Hessen)
- ab 1567: Heiliges Römisches Reich, Amt Hüttenberg (Kondominium: Grafschaft Nassau und Landgrafschaft Hessen-Marburg)[15]
- 1604–1648: hessischer Anteil strittig zwischen Landgrafschaft Hessen-Darmstadt und Landgrafschaft Hessen-Kassel (Hessenkrieg)
- ab 1604: Heiliges Römisches Reich, Amt Hüttenberg (Kondominium: Grafschaft Nassau und Landgrafschaft Hessen-Darmstadt)
- ab 1703: Heiliges Römisches Reich, Grafschaft Nassau-Weilburg (durch Teilungsvertrag), Oberamt Atzbach, Amt Hütten- und Stoppelberg[16][17]
- ab 1806: Herzogtum Nassau,[Anm. 2] Oberamt Atzbach
- ab 1816: Königreich Preußen,[Anm. 3] Provinz Großherzogtum Niederrhein, Regierungsbezirk Koblenz, Kreis Wetzlar
- ab 1822: Königreich Preußen, Rheinprovinz, Regierungsbezirk Koblenz, Kreis Wetzlar[Anm. 4]
- ab 1867: Norddeutscher Bund,[Anm. 5] Königreich Preußen, Rheinprovinz, Regierungsbezirk Koblenz, Kreis Wetzlar
- ab 1871: Deutsches Reich, Königreich Preußen, Rheinprovinz, Regierungsbezirk Koblenz, Kreis Wetzlar
- ab 1918: Deutsches Reich (Weimarer Republik), Freistaat Preußen, Rheinprovinz, Regierungsbezirk Koblenz, Kreis Wetzlar
- ab 1932: Deutsches Reich, Freistaat Preußen, Provinz Hessen-Nassau, Regierungsbezirk Wiesbaden, Kreis Wetzlar
- ab 1945: Amerikanische Besatzungszone,[Anm. 6] Groß-Hessen, Regierungsbezirk Wiesbaden, Kreis Wetzlar
- ab 1949: Bundesrepublik Deutschland, Land Hessen, Regierungsbezirk Wiesbaden, Kreis Wetzlar
- ab 1968: Bundesrepublik Deutschland, Land Hessen, Regierungsbezirk Darmstadt, Kreis Wetzlar
- ab 1972: Bundesrepublik Deutschland, Hessen, Regierungsbezirk Darmstadt, Kreis Wetzlar, Gemeinde Schwingbach[Anm. 7]
- ab 1977: Bundesrepublik Deutschland, Land Hessen, Regierungsbezirk Darmstadt, Lahn-Dill-Kreis, Gemeinde Hüttenberg[Anm. 8]
- ab 1981: Bundesrepublik Deutschland, Land Hessen, Regierungsbezirk Gießen, Lahn-Dill-Kreis, Gemeinde Hüttenberg

## Bevölkerung

### Einwohnerstruktur 2011
Nach den Erhebungen des Zensus 2011 lebten am Stichtag dem 9. Mai 2011 in Vollnkirchen 399 Einwohner. Darunter waren 6 (1,5 %) Ausländer. Nach dem Lebensalter waren 81 Einwohner unter 18 Jahren, 165 zwischen 18 und 49, 93 zwischen 50 und 64 und 60 Einwohner waren älter. Die Einwohner lebten in 156 Haushalten. Davon waren 33 Singlehaushalte, 51 Paare ohne Kinder und 54 Paare mit Kindern, sowie 15 Alleinerziehende und 3 Wohngemeinschaften. In 30 Haushalten lebten ausschließlich Senioren und in 114 Haushaltungen lebten keine Senioren.

### Einwohnerentwicklung
| Vollnkirchen: Einwohnerzahlen von 1834 bis 2022 | Vollnkirchen: Einwohnerzahlen von 1834 bis 2022 | Vollnkirchen: Einwohnerzahlen von 1834 bis 2022 | Vollnkirchen: Einwohnerzahlen von 1834 bis 2022 | Vollnkirchen: Einwohnerzahlen von 1834 bis 2022 |
| --- | ----------------------------------------------- | ----------------------------------------------- | ----------------------------------------------- | ----------------------------------------------- |
| Jahr |                                                 |                                                 |                                                 | Einwohner                                       |
| 1834 | 1834                                            |                                                 | 231                                             | 231                                             |
| 1840 | 1840                                            |                                                 | 257                                             | 257                                             |
| 1846 | 1846                                            |                                                 | 255                                             | 255                                             |
| 1852 | 1852                                            |                                                 | 235                                             | 235                                             |
| 1858 | 1858                                            |                                                 | 221                                             | 221                                             |
| 1864 | 1864                                            |                                                 | 255                                             | 255                                             |
| 1871 | 1871                                            |                                                 | 239                                             | 239                                             |
| 1875 | 1875                                            |                                                 | 237                                             | 237                                             |
| 1885 | 1885                                            |                                                 | 210                                             | 210                                             |
| 1895 | 1895                                            |                                                 | 214                                             | 214                                             |
| 1905 | 1905                                            |                                                 | 218                                             | 218                                             |
| 1910 | 1910                                            |                                                 | 236                                             | 236                                             |
| 1925 | 1925                                            |                                                 | 249                                             | 249                                             |
| 1939 | 1939                                            |                                                 | 250                                             | 250                                             |
| 1946 | 1946                                            |                                                 | 332                                             | 332                                             |
| 1950 | 1950                                            |                                                 | 308                                             | 308                                             |
| 1956 | 1956                                            |                                                 | 281                                             | 281                                             |
| 1961 | 1961                                            |                                                 | 294                                             | 294                                             |
| 1967 | 1967                                            |                                                 | 321                                             | 321                                             |
| 1970 | 1970                                            |                                                 | 306                                             | 306                                             |
| 1980 | 1980                                            |                                                 | ?                                               | ?                                               |
| 1990 | 1990                                            |                                                 | ?                                               | ?                                               |
| 2000 | 2000                                            |                                                 | ?                                               | ?                                               |
| 2011 | 2011                                            |                                                 | 399                                             | 399                                             |
| 2015 | 2015                                            |                                                 | 396                                             | 396                                             |
| 2017 | 2017                                            |                                                 | 406                                             | 406                                             |
| 2022 | 2022                                            |                                                 | 423                                             | 423                                             |
| Datenquelle: Historisches Gemeindeverzeichnis für Hessen: Die Bevölkerung der Gemeinden 1834 bis 1967. Wiesbaden: Hessisches Statistisches Landesamt, 1968. Weitere Quellen: ; Zensus 2011 |                                                 |                                                 |                                                 |                                                 |

### Historische Religionszugehörigkeit
| 1834: | 231 evangelische Einwohner                                         |
| 1961: | 257 evangelische (= 87,41 %), 33 katholische (= 11,22 %) Einwohner |

## Politik
Für Vollnkirchen besteht ein Ortsbezirk (Gebiete der ehemaligen Gemeinde Vollnkirchen) mit Ortsbeirat und Ortsvorsteher nach der Hessischen Gemeindeordnung.
Der Ortsbeirat besteht aus drei Mitgliedern. Bei den Kommunalwahlen in Hessen 2021 betrug die Wahlbeteiligung zum Ortsbeirat 69,25 %, dabei wurden nur zwei der drei Sitze vergeben. Es wurden gewählt: je ein Mitglied der „Bürgrtliste Vollnkirchen“ (GLV) und der SPD. Der Ortsbeirat wählte Hans-Jürgen Friedrich (SPD) zum Ortsvorsteher.

## Kultur und Sehenswürdigkeiten

### Sitten und Gebräuche
Die Einführung bzw. Wiederbelebung und Pflege alter Sitten und Gebräuche geht auf die letzte Lehrerin an der alten Dorfschule, Frau Hermine Urspruch, zurück. So ging kein Brautpaar zur Kirche, ohne dass ihm die Schulkinder ein „Pfädchen“ streuten, d. h. einen Pfad aus Tannenreisig und Blumen als Symbol für den gemeinsamen Lebensweg. Bis heute ist dieser Brauch des „Pfädchen legen“ in Vollnkirchen lebendig.
Auch das Krippenspiel, das seit dieser Zeit alljährlich zu Weihnachten aufgeführt wird, geht auf Frau Urspruch zurück.
An Fastnacht treffen sich die Jungen und Mädchen und gehen von Haus zu Haus und sammeln Wurst, Speck und Eier. In früheren Zeiten wurde dazu noch ein schöner Spruch aufgesagt:
```
„Ich bin ein neugeborener König,
gebt mir nicht zu wenig,
lasst mich nicht so lange stehen,
denn ich muss noch weiter gehen“

oder:

„Ich hab gehört ihr hätt geschlacht,
und hätt so lange Wurst gemacht.
Gebt mir eine von den Langen,
die Kurzen, die last hangen“

```

Auch heute noch ziehen die Kinder bei der Kinderfastnacht des Turn- und Sportvereins sammelnd durchs Dorf. Anstelle von Eier und Speck sind jedoch zunehmend Süßigkeiten getreten. Anschließend backen die Kinder im Sportlerheim Eier, Pfannkuchen und Waffeln.
Wenn sich zwei junge Menschen verlobten gab es auch den Brauch des „Stiegens“. Hierzu schreibt Gerda Messerschmidt in einem Schulaufsatz (1955): „Wenn zwei junge Menschen sich gern haben und es soll nicht herauskommen, so streut ihnen die Jugend ein Pfädchen mit Zwetschenkernen. Aber am schönsten ist es mit gelöschtem Kalk, denn diesen kann man nicht wegkehren, und es wissen dann alle Leute, worum es geht. Wenn sie dann am Samstag, so ist es bei uns üblich, sich verloben, werden von der Jugend Scherben geworfen, denn Scherben bedeutet Glück. Nachher werden sie in den Kasten ausgehängt. Dann machen sich die jungen Leute aus, dass sie „stiegen“ wollen. Sie tragen den Wagen, die Maschinen, den Pflug, die Geräte und was sonst noch zu erwischen ist. Das tragen sie alles zum Kasten hin. Ganz oben darauf setzen sie eine Strohpuppe. Am anderen Morgen können die Leute sich ihr Zeug wieder holen“.

### Vereine
Vollnkirchen verfügt über ein reges Vereinsleben. Dabei tragen die Vereine auch zum gesellschaftlichen Leben im Dorf bei, in dem sie Feste veranstalten.
- Tennisfreunde 1997 Vollnkirchen e. V., Maiglöckchenfest am 1. Mai an der Grillhütte
- Freiwillige Feuerwehr, Dorffest am Bürgerhaus im Juni
- Turn- und Sportverein 1965 e. V., Zeltkirmes am letzten Wochenende im Juli
- Förderverein Handball Vollnkirchen e. V., Backhausfest zwischen den Jahren rund ums Bürgerhaus
- Frauenchor

### Historischer Ortskern
Das heute noch erkennbare Erscheinungsbild eines Straßendorfes entstand im Wesentlichen im 18. und 19. Jahrhundert. Zu beiden Seiten der Hauptstraße befanden sich große zweigeschossige Hofreiten in U- oder Winkelform, die mit überbauten Torhäusern oder mit hohen sog. Hüttenberger Hoftoren zur Straßenseite hin abgeschlossen waren. Die Wohnhäuser stehen in Trauf- oder Giebelstellung zur Straße, rückwärtig schließen sich Nebengebäude, Ställe und Scheunen an, dahinter wiederum Bauerngärten und Streuobstwiesen.
Auch wenn viele Wohnhäuser im Ortskern in der zweiten Hälfte des 20. Jahrhunderts um- oder neugebaut wurden und sich das Erscheinungsbild entsprechend geändert hat, ist bis heute ein fast intakter Scheunenkranz mit Grüngürtel auf beiden Seiten des Dorfes erhalten geblieben.
Von den für das Hüttenberger Land typischen Hoftoren findet man heutzutage nur noch wenige, die meisten mussten den Neubauten weichen. Damit sind auch zahlreiche Torsprüche verlorengegangen, die die Hoftore damals geziert haben.
```
Ich ging einmal durch ein fremdes Land
Da stand geschrieben an einer Wand
Sei getreu und bleib verschwiegen
Was nicht dein ist, das lass liegen.
(Torspruch Hausnummer 26, heute Wertshäuser Straße 5)

Der Mensch braucht ein Plätzchen und ist es noch so klein
Von dem er kann sagen: sieh hier dies ist mein
da lebt er, da liebt er, da ruht er sich aus
da ist seine Heimat, da ist er zu Haus
(Torspruch Hausnummer 19, heute Grüner Weg 3)

Das Haus ist mein und doch nicht mein
Wer nach mir kommt, wird’s auch noch sein
(Torspruch Hausnummer 31, heute Kohlgasse 8)

```

### Alte Dorfkirche
Die alte Vollnkirchener Dorfkirche wurde Mitte der 1950er Jahre abgerissen und durch einen Neubau an gleicher Stelle ersetzt, der Pfingsten 1957 eingeweiht wurde. Dem Kirchenneubau ging ein langer und erbitterter Streit zwischen der damals noch selbstständigen Gemeinde Vollnkirchen und der Denkmalschutzbehörde voraus. Während der Gemeinde- und Kirchenvorstand sich für den Abriss der alten Kirche und Neubau einer größeren neuen Kirche einsetzten, versuchte der Landeskonservator den Abriss bis zuletzt zu verhindern. Er stellte fest, dass die Kirche aus dem 12. Jahrhundert stammte (1656 wurde sie um einen Anbau erweitert) und wollte sie unter Denkmalschutz stellen lassen. Doch alle Bemühungen des Landeskonservators halfen nichts, das alte Gotteshaus kam „Nun doch unter die Spitzhacke“, wie ein Bericht in der Wetzlarer Neuen Zeitung titelte. Er konnte aber zumindest erreichen, dass die wertvollsten Teile der alten Kirche den Abriss unbeschadet überstanden haben, um sie in der neuen Kirche an bevorzugter Stelle wiederverwenden zu können. Doch nach jahrzehntelanger Zwischenlagerung in einer Scheune sind die meisten Stücke verloren gegangen. So sind heute nur noch wenige Teile aus der alten Dorfkirche erhalten geblieben: die alte Glocke und das mechanische Uhrwerk versehen immer noch ihren Dienst und der Taufstein fristet heute als Blumenkübel sein Dasein. Die alte Orgel aber wurde tatsächlich an bevorzugter Stelle in der neuen Kirche wiederverwandt.

### Alte Dorfschule
In Nachbarschaft zur Kirche befand sich die alte Dorfschule. Wann die erste Schule in Vollnkirchen gebaut wurde, ist nicht bekannt. 1658 planten die Vollnkirchener einen Schulneubau und baten den Grafen von Nassau-Saarbrücken um finanzielle Hilfe, da sie alleine das Geld dafür nicht aufbringen konnten. 1824 schrieb damalige Lehrer Johann Schweizer an den Landrat und beklagt den schlechten Zustand des Schulgebäudes: der Dielenfußboden der Schulstube weise so viele Löcher auf, dass schon Kinder in den Keller gefallen seien. Weil auch die Kirchhofstür in der unteren Hälfte verfault sei, müsse man aufpassen, dass die Schweine nicht unten durchkriechen würden und den benachbarten Kirchhof verwüsteten. Auch das äußerliche Erscheinungsbild der Schule ließ 1824 sehr zu wünschen übrig, der „Speiß ist los, die Gefache sind verfallen, die Fenster sind aus den Rahmen“, so dass Fremde schon geglaubt hätten, es wäre ein verfallenes Backhaus. Schlimmer als die baulichen Mängel aber sei der Umstand, „dass nur 2 kleine Schultische vorhanden sind, und viele Kinder auf den Bänken schreiben müssen“.
1843 wurden Schule und Lehrerwohnung zum Abbruch versteigert und an gleicher Stelle ein neues Schulhaus „nebst Stall“ zum Preis von 1427 Thalern, acht Silbergroschen und einem Pfennig erbaut. Bis 1965 wurden die Schulkinder in dieser „einklassigen Volksschule“ unterrichtet, danach begann der Unterricht für alle Dorfschulen an der Mittelpunktschule in Rechtenbach, um „dem Schulkind auf dem Lande“ bessere Bildungs- und Zukunftschancen einzuräumen. In den Jahren nach 1965 diente der Schulsaal im ersten Stock als Turnraum des neu gegründeten Turn- und Sportvereins, ehe das Gebäude 1970 dem Abrissbagger zum Opfer fiel. Am ehemaligen Standort der Schule befindet sich heute der neugestaltete Dorfmittelpunkt mit dem neuen Bürgerhaus (2005 eingeweiht).

### Jüdischer Friedhof
Am Ende der Straße „Im Wiesental“ befindet sich ein kleines umzäuntes Grundstück, der jüdische Friedhof von Vollnkirchen. 1595 sind erstmals jüdische Einwohner in Vollnkirchen nachzuweisen. Nachdem die Juden in Zusammenhang mit den Pestpogromen im Mittelalter aus den deutschen Städten vertrieben worden waren, fanden sie im Verlauf des 16. Jahrhunderts Aufnahme in den ländlichen Gebieten Deutschlands. Das Recht, in Vollnkirchen Juden anzusiedeln, lag bis zur Mitte des 17. Jahrhunderts bei der in Cleeberg ansässigen niederadligen Familie „von Schwalbach“.
Zu Beginn des 17. Jahrhunderts waren es wohl insgesamt 35–40 jüdische Menschen, die in Vollnkirchen lebten. Einige waren Kaufleute und besuchten regelmäßig die Messe in Frankfurt. An die Herren von Schwalbach mussten sie ein jährliches sogenanntes „Schutzgeld“ zahlen für die Erlaubnis, in Vollnkirchen zu wohnen und zu arbeiten. Im Trauerfall war ein Begräbnisgeld fällig. 1619 werden erstmals Einnahmen aus Judenbegräbnissen in Vollnkirchen genannt. Es ist anzunehmen, dass der Friedhof etliche Jahre zuvor von den Herren von Schwalbach angelegt wurde und damit heute als einer der ältesten jüdischen Landfriedhöfe in Hessen gilt.
Der Friedhof in Vollnkirchen war ein Sammelfriedhof, d. h., es wurden dort auch Juden aus umliegenden Ortschaften begraben. Für 1619 und 1620 werden Beerdigungen aus Großen-Linden genannt, das damals noch keinen eigenen jüdischen Friedhof hatte.
In der Mitte des 17. Jahrhunderts verliert sich die Spur der Vollnkirchener Juden. Unbekannt ist auch in welchen Häusern die ehemaligen jüdischen Einwohner lebten, ebenso wo sie ihre Gottesdienste abhielten und in welchem Haus es eine Mikwe (ein Bad für die rituellen Waschungen) gab. Zeugnis dafür, dass sie auch Grund und Boden besaßen, gibt der Flurname „Auf dem Judenmorgen“ in der Gemarkung von Vollnkirchen.
Der Friedhof diente im 18. und 19. Jahrhundert weiterhin für die Juden aus Lützellinden, Hochelheim und Hörnsheim als Begräbnisstätte. Im 19. Jahrhundert vermehrte sich aufgrund der rechtlichen Gleichstellung im preußischen Staat die jüdische Einwohnerschaft in Hochelheim und Hörnsheim und erreichte um 1885 mit ca. 47 Personen ihre zahlenmäßig größte Stärke. So wurde auch der Friedhof in Vollnkirchen endgültig zu klein und zugunsten eines neuen Friedhofs in Hörnsheim aufgegeben. Die letzte jüdische Beerdigung in Vollnkirchen war wahrscheinlich im Jahr 1890, die von Heimann Rosenbaum (* 1849) aus Hochelheim.

### Weitere Gebäude und Einrichtungen
Gegenüber der alten Dorfschule stand früher ein Gebäude, in dem das alte Dorfbackhaus, Leiternhaus, Spritzenhaus und die Viehwaage untergebracht waren, was 1951 abgerissen wurde. Daneben befand sich der alte Brandweiher.
Unterhalb der Kohlgasse am Geschwindbach gab es mal ein Schwimmbad, das in den 1920er Jahren erbaut wurde. Die „Liegewiese“ wurde früher hauptsächlich als Waschplatz und Tuchbleiche genutzt. 1949 wurde das Freibad geschlossen und mit Erdmassen aus dem Kanalbau verfüllt. Ebenso der angrenzende Brunnen, der früher zur Wasserversorgung des Ortes diente.
Die Bauarbeiten zur Kanalisation begannen am 12. April 1949 in der Kohlgasse. Ein Jahr zuvor, wurde in Vollnkirchen eine Wasserleitung verlegt. Die Ausschachtung erfolgte per Hand und jeder Haushalt hatte 1 m Leitungstrasse auszuschachten. 1951 wurde der Wasserhochbehälter gebaut, der vom Katharinenbrunnen aus Wertshausen gespeist wird und heute als Wasserentnahmestelle für die Landwirtschaft genutzt wird.
Am südlichen Ortseingang („Vorderdorf“) gab es früher einen Brandweiher, der gerne auch mal für ein Erfrischungsbad benutzt wurde. Die Wasserqualität war aber nicht immer die beste, denn gelegentlich ist etwas Gülle aus dem direkt angrenzenden Misthaufen der benachbarten Hofreite dort hineingelaufen.
In Vollnkirchen gab es früher auch mehrere Gastwirtschaften, von denen heute nur noch der „Goldene Hirsch“ übrig geblieben ist. 1949 eröffnete Otto Köhler sen. im Erdgeschoss des Wohnhauses eine Gaststube, die von Irmgard und Otto Köhler jun. bis in die 1990er Jahre weitergeführt wurde. Mitte der 1990er Jahre wurde die Scheune zum heutigen „Wirtshaus in der Scheune“ umgebaut.
Noch älteren Datums und über mehrere Generationen in Betrieb war das Gasthaus „Ulme“ an der Ecke Wertshäuser Straße/Kohlgasse. Die letzten Besitzer Anna und Ewald Scheiter hatten an der Fortführung der Kneipe kein Interesse und schlossen diese 1956. Der Dorfname „Ulme“ geht auf die Mutter von Ewald Scheiter, eine geborene Ulm, zurück. Zu der Kneipe gehörte ein Saalbau, der in der Ecke zwischen Scheune und der angrenzenden Hofreite der Kohlgasse stand und etwa 1962 abgerissen wurde. Neben Kirmesveranstaltungen diente das Gebäude als Kino- und Theatersaal.
Die „Danneck“ bzw. „Tännchen“ war eine Kneipe in der Wertshäuser Straße 4, die Mitte der 1980er Jahre betrieben wurde.
Im Grünen Weg wurde 1972 das „Speiersch Haus“ von Edith und Ernst Perscheid gekauft und wohnbar gemacht. Im Keller befand sich eine Bierkneipe.

### Heutiges Ortsbild
Die größten Änderungen im alten Ortskern haben sich am Dorfmittelpunkt vollzogen: Abriss der alten Dorfkirche und Kirchenneubau (Mitte 1950er Jahre), Abriss der alten Dorfschule 1970. Das Mitte der 1960er Jahre auf dem ehemaligen Schulareal gebaute Dorfgemeinschaftshaus wurde im Rahmen der Dorferneuerung 2004 abgerissen und an derselben Stelle durch das neue Bürgerhaus ersetzt. Die Einweihung fand am 28. Januar 2005 statt.
Um den alten Ortskern herum wurden Neubaugebiete erschlossen: Wiesental (Mitte der 1950er Jahre), Foleniusstraße (Mitte der 1960er Jahre), Rädchen (1980er Jahre) und Gänsweid (2014).

## Verkehr
Der ÖPNV erfolgt durch die Buslinie 313 des Rhein-Main-Verkehrsverbundes.

## Persönlichkeiten
- Wilhelm Frischholz (1878–1943), Lehrer und Mitglied des Provinziallandtages der Provinz Hessen-Nassau